# Bumi Agung (Tanjung Lubuk)
Bumi Agung is een bestuurslaag in het regentschap Ogan Komering Ilir van de provincie Zuid-Sumatra, Indonesië. Bumi Agung telt 939 inwoners (volkstelling 2010).